# Tichvin
Tichvin (ryska Ти́хвин, finska Tihvinä) är en stad i Leningrad oblast i Ryssland. Staden har 58 253 invånare år 2015.
Tichvin är känt sedan 1300-talet, då som församlingscentrum, men utvecklades snart till en köping (ryska: posad) med omfattande hantverk och handel. I slutet av 1700-talet blev det en stad. Från 1500-talet dominerades Tichvin av sina två kloster, ett munkkloster och ett nunnekloster, från vilka det avdelades först under 1700-talet.
Tichvin bytte herrar mellan svenskar och Moskvatrogna flera gånger under det Ingermanländska kriget på 1610-talet, men befriade sig från den svenska garnisonen 1613. Trots en långvarig belägring samma år misslyckades de svenska trupperna med att återta de befästa klostren. Under Andra världskriget spelade Tichvin åter en viktig strategisk roll i försvaret av nordvästra Ryssland.
Bland kända personer från Tichvin märks kompositören Nikolaj Rimskij-Korsakov.
Med Tichvin förknippas en av de mest centrala ryska Mariaikonerna, den så kallade Guds moder från Tichvin, som har kallats Rysslands beskyddare.